# Корм-Руайяль
Корм-Руайя́ль (фр. Corme-Royal) — коммуна во Франции, находится в регионе Пуату — Шаранта. Департамент коммуны — Шаранта Приморская. Входит в состав кантона Сожон. Округ коммуны — Сент.
Код INSEE коммуны — 17120.

## Население
Население коммуны на 2010 год составляло 1628 человек.
| 1962 | 1968 | 1975 | 1982 | 1990 | 1999 | 2010 |
| ---- | ---- | ---- | ---- | ---- | ---- | ---- |
| 878  | 863  | 833  | 965  | 1204 | 1342 | 1628 |